# 14-я стрелковая дивизия (РСФСР)
14-я стрелковая дивизия (3-я Воронежская, 2-я Курская) — воинское соединение Сухопутных войск в РККА РСФСР.

## История
14-я стрелковая дивизия была сформирована 19 июня 1918 года под наименованием 3-й Воронежской пехотной дивизии, с 20 августа 1918 года получила название — 2-я Курская пехотная дивизия, с 21 октября 1918 года — 14-я стрелковая дивизия, с мая 1920 года — 14-я имени А. К. Степина стрелковая дивизия. Участвовала в оборонительных боях против Деникинцев и Красновцев в районе города Борисоглебска и станции Поворино (октябрь — ноябрь 1918), в составе ударной группы Южного фронта приняла участие в наступлении против белогвардейцев в направлении Таловая — Калач, Поворино — Филоново (ноябрь 1918). Отличилась в районе станции Арчеда, у станицы Голубинская и Нижнечирская (январь 1919). Форсировала реку Северский Донец создав оборонительный плацдарм на её левом берегу (апрель 1919). Отступила с боями на линию Воронино — Красный Яр (июнь 1919). Участвовала в боях против прорвавшейся в тылы красных конницы Мамонтова (октябрь 1919), наступала на Богучар, затем участвовала в боях на нижнем течении Кубани. В районе Владикавказа и Моздока принимала участие в подавлении мятежей, затем несла охрану побережья Азовского моря. Награждена Почётным революционным Красным Знаменем (1920). 13 октября 1921 года расформирована. 1 июля 1922 года в Москве была вновь сформирована 14-я стрелковая дивизия.

## В составе
- 9-я армия (РККА) (октябрь 1918 — апрель 1920)
- Войск Тёрской области (апрель 1920)
- Кавказская трудовая армия (май — июнь 1920)
- 10-я армия (РККА) (июнь — июль 1920)
- 9-я армия (РККА) (сентябрь 1920 — январь 1921)
- 10-я Терско-Дагестанская армия (РККА) (март — май 1921)
- Кавказская Краснознамённая армия (май — октябрь 1921)

## Начдивы
- Н. А. Кануков[2] (1 июля — 11 сентября 1918)
- А. С. Ролько (врид, 11 сентября — 31 декабря 1918)
- А. К. Степинь (1 января — 29 июня 1919)
- Н. И. Лотоцкий (врид, 30 июня — 14 августа 1919)
- Н. И. Иванов (14 августа — 19 сентября 1919)
- П. Н. Киселёв (врид, 19 сентября — 14 октября 1919, 15 ноября — 2 декабря 1919, 28 декабря 1919 — 4 февраля 1920)
- К. И. Рыбалко (14 октября — 15 ноября 1919, 2 — 28 декабря 1919)[3]
- В. А. Карлсон (врид, 4 — 22 февраля 1920)
- Н. П. Захаров (врид, 22 февраля — 21 марта 1920)
- И. Г. Фёдоров (21 марта — 1 сентября 1920)
- П. К. Штейгер (1 сентября 1920 — 13 октября 1921)

## Военкомы
- И. А. Рожков (1 августа 1918 — 28 ноября 1919)
- В. Я. Степанов (28 ноября — 24 декабря 1919)
- Н. Д. Ефуни (24 декабря 1919 — 28 февраля 1920)
- Д. Н. Аронштам (28 февраля 1920 — 13 октября 1921)

## Известные люди, связанные с дивизией
1. Буров, Иван Иванович — С августа по нобрь 1918 года служил  телеграфно-телефонный механиком 2-го маневренного батальона. Впоследствии, советский военачальник, генерал-лейтенант.
2. Скляров, Иван Андреевич— С июля 1919 года красноармеец 124-го стрелкового полка. Впоследствии, советский военачальник, генерал-майор т/в.